# Koninklijke Vermelding bij Dagorder (Nederland)
De Koninklijke Vermelding bij Dagorder is een dapperheids-onderscheiding als beloning van uitstekende daden verricht, die vanaf 1948 werd verleend aan onder Nederlandse vlag varende schepen van de Koninklijke Marine en van de koopvaardij tijdens de Tweede Wereldoorlog. De onderscheiding werd bij Koninklijk Besluit No. 5 ingesteld op 16 december 1947. Het ging daarbij om daden verricht na 10 mei 1940 of in verband met de gevoerde strijd en kon ook worden toegekend aan schepen die tijdens of daarna verloren gingen.
Het schip kreeg bij de papieren van deze dagorder een bronzen plaquette waarop de reden van de verlening te lezen was. Daarbij werd voorgeschreven dat bij het uit de vaart nemen van het onderscheiden schip, de bronzen plaat diende te worden opgehangen bij het Koninklijk Instituut voor de Marine op een hiervoor aangewezen locatie (voor schepen van de Koninklijke Marine) of een door de directie van de betreffende rederij aangewezen locatie (voor koopvaardijschepen).
Ook alle opvarenden van een schip waar de onderscheiding aan werd toegekend en tijdens de beschreven actie dienden aan boord van het schip, ontvingen een oorkonde met hierop datum en tekst van de verleende dagorder.
De Kanselarij der Nederlandse Orden houdt een register bij met de namen van alle schepen waaraan de onderscheiding is toegekend en alle opvarenden aan wie het certificaat is verstrekt.

## Koopvaardijschepen

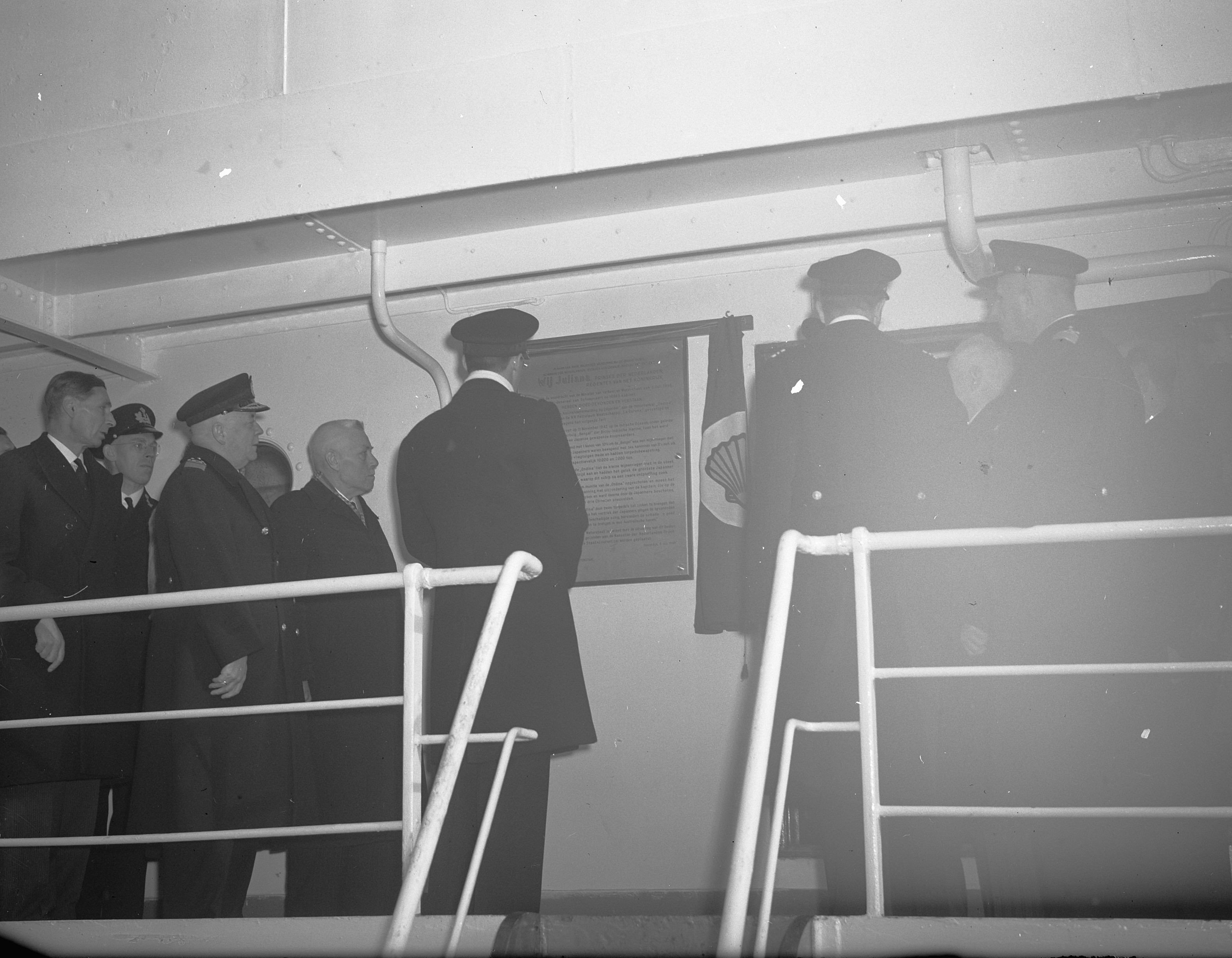
Prins Bernhard onthult 8 november 1948 de gedenkplaat op de Ondina

Zes koopvaardijschepen kregen de onderscheiding. Het eerste schip dat deze kreeg was de tanker Ondina van Petroleum Maatschappij La Corona (K.B. no. 3 9 juli 1948), het enige Nederlandse oppervlakteschip dat in de Tweede Wereldoorlog een vijandig marineschip tot zinken heeft gebracht.
Ook de Mijdrecht kreeg de onderscheiding (K.B. 10 9 december 1948). Het wist de Duitse onderzeeboot U 70 te rammen. 
Daarnaast ook de ‘Polydorus’ (K.B. no. 7 14 september 1950), die slag leverde met een Duitse onderzeeër, de ‘Kampar’, die een onderzeeboot ramde, de ‘Aagtekerk’ (K.B. no. 22 12-01-1949) die een onderzeeboot overvoer en de ‘Frans Hals’, de latere ‘Alchiba’ (K.B. no. 10 21 april 1949), die een onderzeeër trof met artillerievuur.

## Oorlogsschepen
De drie schepen van de Koninklijke Marine waren de kanonneerboot Hr.Ms. Flores, (K.B. no. 31 van 10 november 1948), de kanonneerboot Hr.Ms. Soemba, (K.B. no. 30 van 10 november 1948), de kruiser Hr.Ms. Tromp (K.B. no. 36 van 8 januari 1949).